# Zakonik
Zakonik ili kodeks je zbirka zakona, kojima se na jednom mjestu odnosno u jednom dokumentu kodificira cjelokupno pravo ili grana prava neke države. Svrha zakonika je učiniti zakone pristupačnima javnosti, odnosno ukloniti proturječnosti među određenim propisima te olakšati njihovo tumačenje i primjenu. 
Zakonici koji nastoje sažeti cjelokupno pravo neke države su karakteristični za države Starog i srednjeg vijeka, odnosno doba kada pravo nije bilo dovoljno razvijeno i razgranato. Najpoznatiji zakonici su Hamurabijev zakonik u drevnom Babilonu, kao i Zakonik dvanaest ploča u Antičkom Rimu. U Hrvatskoj je najpoznati Vinodolski zakonik iz 13. stoljeća.
Zakonici u kasnijim periodima su bili ograničeni na određena područja prava, pa tako poznajemo građanske i kaznene (krivične) zakonike. Od građanskih zakonika je najpoznatiji Justinijanov Codex Iustinianus (dio Corpus iuris civilis) koji je poslužio kao temelj za sistem civilnog prava u današnjem svijetu, te Napoleonov Code civile. Jedan od zakonika na Balkanu je i Grbaljski zakonik iz 15. stoljeća.